# Viran Molisa Trief
Viran Molisa Trief, née en 1977, est une juriste vanuataise.
Elle devient procureure en 2003 puis solliciteure générale en 2009. Elle est la première Vanuataise à occuper le poste de solliciteur général.
Elle est membre de la Cour suprême de Vanuatu depuis juillet 2019, et de nouveau la première femme vanuataise à occuper ce poste.

## Biographie

### Jeunesse, formation
Viran Molisa naît en 1977. Elle est la fille de Sela Molisa, futur ministre, et de Grace Mera Molisa, militante politique, qui ont tous les deux joué un rôle important dans la fondation de la République du Vanuatu en 1980. Elle est l'aînée de trois enfants ; son frère Pala est chargé de cours à la Business School de l'Université Victoria. Ils grandissent à Port-Vila, mais vont en Nouvelle-Zélande pour leurs études secondaires.
Viran Molisa étudie au Nelson College pour filles, avant d'obtenir un baccalauréat en droit avec les honneurs à l'Université Victoria de Wellington en 2001. Elle est également titulaire d'un baccalauréat en gestion du Tourisme. Elle obtient ensuite une maîtrise en politique publique de l'Université nationale australienne en 2011, et remporte le prix de maîtrise Raymond Apthorpe pour le meilleur résultat global du diplôme.

### Carrière juridique
Viran Trief travaille dans le service juridique de l'État en tant que chercheuse. Elle devient procureure en 2003 et procureure principale adjointe en 2004. Elle est la coordinatrice du programme australien de police et de justice de Vanuatu. Elle est nommée solliciteur général en mars 2009. Elle est également secrétaire du Conseil juridique et du Comité de discipline jusqu'à sa nomination à la Cour.
Elle est nommée à la Cour suprême par le président Tallis Obed Moses en mai 2019 et elle prête serment en juillet suivant. Elle était l'une des dix candidates locales et internationales pour ce poste. Elle est la première femme Vanuataise à être nommée juge à la Cour suprême de la République de Vanuatu.

### Vie privée
Viran Trief est mariée, et mère de trois enfants.